# ولیور
ولیور (به انگلیسی: Vellayur) یک روستا در هند است که در کرالا واقع شده‌است.

## خصوصیات
ولیور ۱۷٬۱۱۰ نفر جمعیت دارد.